# Alexandra Leonie Kronberger
Alexandra Leonie Kronberger (* 1990 in Graz) ist eine österreichische Schauspielerin.

## Leben
Alexandra Leonie Kronberger absolvierte nach der Matura ihre Schauspielausbildung an der Schauspielschule Innsbruck.

## Filmografie (Auswahl)
- 2014: Vals
- 2018: Universum History – Österreichs Schicksal in Frauenhand – Die andere Seite des Ersten Weltkriegs
- 2018: Ein wilder Sommer – Die Wachausaga